# Eva en Adam (televisieserie)
Eva en Adam (Zweeds: Eva och Adam) is een Zweedse televisieserie bestaande uit twee seizoenen van 8 afleveringen. De serie ging op 23 januari 1999 in Zweden in première. Het tweede seizoen startte op 26 februari 2000. Later kwam de serie ook in Nederland, Duitsland en de andere Scandinavische landen op televisie.

## Verhaal
Adam Kieslowski heeft Poolse ouders en komt in de klas bij Eva Strömdahl. De klas is voor nieuwelingen niet makkelijk. De jongens doen stoer en plagen Adam, maar hij raakt uiteindelijk bevriend met Alexander. Eva is al bevriend met Annika. Samen met Eva heeft Adam gitaarles wat ze van elkaar niet wisten. Eva richt zich later meer op het toneelspelen. Ook in het tweede seizoen draait het om hen vieren. Dat seizoen is het Alexander die gitaar speelt.
In 2001 kwam er ook een televisiefilm Eva & Adam - Vier verjaardagen en een blunder als vervolg op serie. Daar waar de serie gaat over twee tieners die verliefd op elkaar worden, hun vrienden en hun familie richt de film zich op Eva en Adam op 4 verschillende chaotische verjaardagen gevolgd door een blunder.

## Rolverdeling
| Acteur                     | Personage           |
| -------------------------- | ------------------- |
| Ellen Fjæstad              | Eva Strömdahl       |
| Carl-Robert Holmer-Kårell  | Adam Kieslowski     |
| Pablo Martinez             | Alexander           |
| Ulrika Bergman             | Annika              |
| Erik Johansson             | Torbjörn Strömdahl  |
| Jim Ramel Kjellgren        | Jonte               |
| Tove Frölander             | Sofia               |
| Ylva Fröjmark              | Mia                 |
| Christopher Ledin          | Tomas               |
| Jemima Lyshöj-Norebäck     | Kajsa               |
| Fredrik af Trampe          | Hasse               |
| Victor Sandberg            | Klasse              |
| Magnus Nilsson             | Verteller           |
| Daniel Nyström             | Björne              |
| Gino Peirano               | Simon               |
| Susanna von Scheele        | Lotta               |
| Kubra Bayram               | Julia               |
| Johanna von Seth           | Lena                |
| Christopher Heino-Lindberg | Matti               |
| Daniel Forsberg-Samaletdin | Benny               |
| Lina Marchall              | Saida               |
| Wallis Grahn               | Giraffen            |
| Pontus Gustafsson          | Wojciech Kieslowski |
| Maria af Malmborg          | Mia Kieslowski      |
| Anki Larsson               | Marianne Strömdahl  |
| Douglas Johansson          | Åke Strömdahl       |